# Хорис, Логгин Андреевич
Логгин (Людвиг) Андреевич Хорис (1795—1828) — русский живописец, рисовальщик, литограф и путешественник немецкого происхождения.

## Биография
Художник родился в Екатеринославе, в немецкой семье. Воспитывался в Харьковской гимназии. Родители Хориса умерли, когда он был ещё ребёнком, поэтому коллега его родителей по университету И. Матес, доцент рисования, взял мальчика к себе на воспитание. Переезжая в Санкт-Петербург, он забрал Хориса с собой.
В 1813 году Л. Хорис участвовал в качестве рисовальщика в экспедиции ботаника барона Ф. Боберштейна на Кавказ.
В 1814 году он поступил в Императорскую академию художеств, но учился там только в течение одного года.
В 1815 году молодой художник получил предложение стать художником морской экспедиции Отто Коцебу в Северной Америки на бриге «Рюрик» (под общей командой И. Ф. Крузенштерна и Ю. Ф. Лисянского).
На борту «Рюрика», Л. Хорис совершил кругосветную экспедицию.

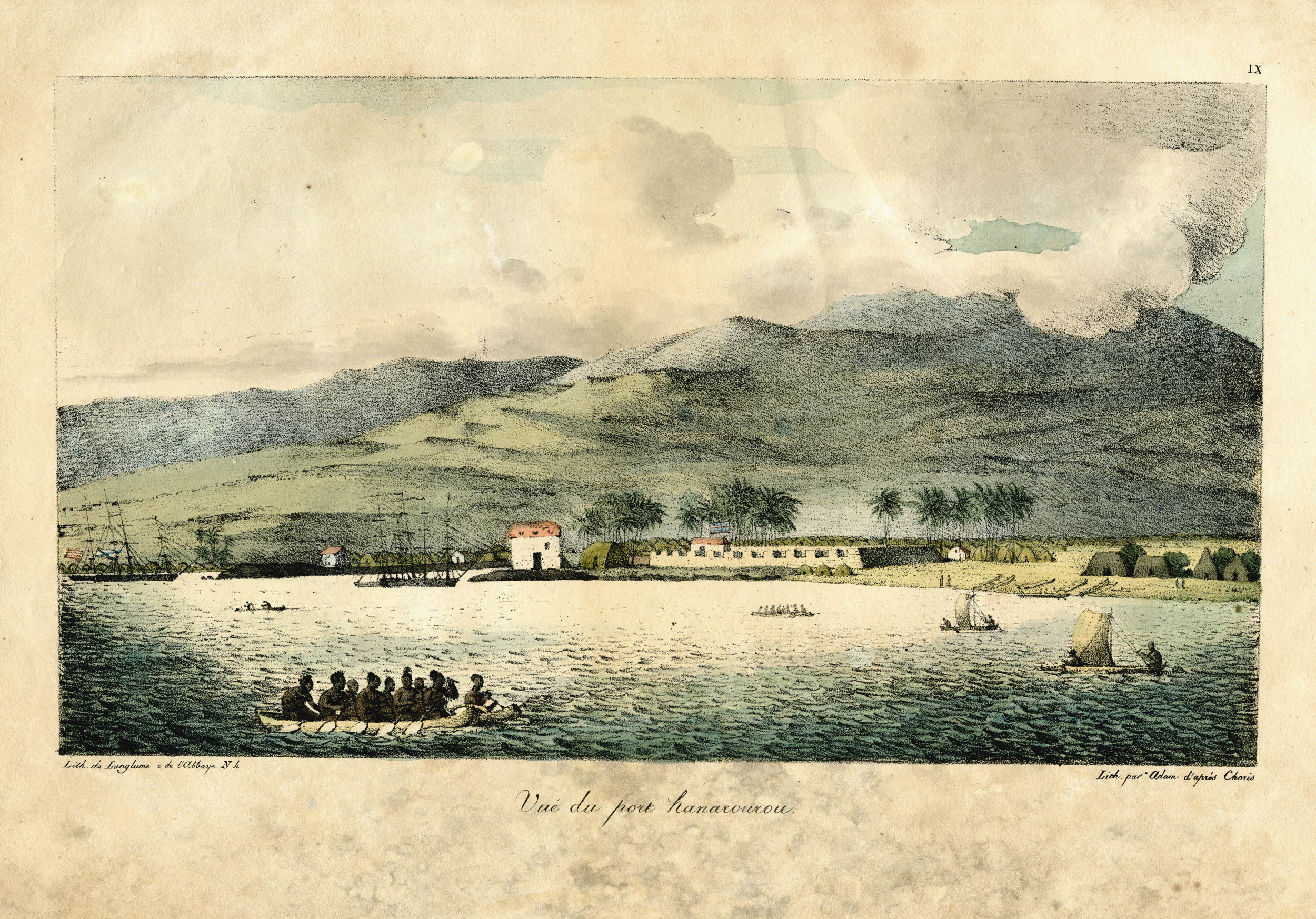
Гавайи. Порт Гонолулу (лит. по рис.1816 г.)

Путешественники отправились в путь из Кронштадта 30 июля 1815 года, прошли мимо Южной Америки, посетили острова Тихого океана, в том числе, побывали на Сандвичевых (Гавайских) островах (портреты гавайцев и их короля Камеамеа I, сделанные Л. Хорисом до сих пор хранятся в Академии искусств Гонолулу). Зимовали на Аляске. Художник не только зарисовывал увиденное, но и описал жизнь здешних аборигенов — индейцев, в частности Аляски. Летом следующего года обследовали Берингов пролив и Алеутские острова. Осенью были в Калифорнии.
Вернувшись из путешествия, Л. Хорис воспроизвел увиденное в художественной серии цветных литографий под названием «Живописное путешествие вокруг света» (1822). Это уникальное издание продавалось по предварительному заказу. Среди желающих приобрести его были русский император, короли Франции и Пруссии.
Достигнув заметного успеха, художник не успокоился на достигнутом и решил продолжить свое обучение. В 1819 году он отправился в Париж, где обратил на себя внимание известных естествоиспытателей и был избран членом Французского географического общества. В Париже он обучался технике литографии и искусству исторической живописи в мастерских Франсуа Жерара и Жана-Батиста Реньо.
В 1826 году вместе с Ф. Жераром он совершил путешествие в Реймс, где сделал эскизы коронации Карла Х. Однако жажда новых открытий победила, и в 1827 году Л. Хорис отправился в новое путешествие: теперь уже в Латинскую Америку. Как корреспондент парижского музея естествознания, он сначала посетил Антильские острова и Новый Орлеан, а затем отправился в Мексику, чтобы собирать и зарисовывать растения.
19 марта 1828 году он высадился в мексиканском городе Веракрус и отправился в сопровождении англичанина Хендерсона вглубь страны. Здесь произошла трагедия — 22 марта 1828 Л. Хорис был убит во время нападения разбойников по дороге из Веракруса в Халапа в Мексике. Хендерсон, которому удалось убежать, смог позже указать место в лесу, где удалось найти тело Хориса. Он был похоронен в поселке План-дель-Рио в мексиканском штате Веракрус.
Во время плаваний Л. Хорис создал много рисунков, изображающих жизнь дикарей Америки, Азии, Африки и Полинезии и предметов из естественной истории. Эти рисунки носят отпечаток оригинальности и реализма в противоположность принятому художниками того времени обычаю прибегать в изображении дикарей и их жизни к идеализации. Эти рисунки вошли в состав двух изданий: «Voyage pittoresque autour du monde» (П., 1821—23; текст этого издания написан немецким поэтом Шамиссо, Кювье, Галлом и многими другими) и «Vues et paysages des regions équinoxiales, recueillis dans un voyage autour du monde» (П., 1826).

## Память
- Именем Л. Хориса был назван полуостров (Хориса) в заливе Коцебу, открытый в 1816 году (Чукотское море, полуостров Аляска, 66°17′ с.ш., 161°52′ з.д., полуостров был обследован в 1816 О. Е. Коцебу на бриге «Рюрик», тогда же было присвоено название полуострову)[4].
- В честь Л. Хориса были названы некоторые виды деревьев рода сейба, и хотя в 1998 году официальное название Chorisia было изменено на Ceiba, старое название и дальше используется наряду с новым[5][6].
- В 2001 году в США с большим успехом демонстрировались серии графических картин Л. Хориса, посвящённых Аляске и населению островов Тихого океана (одна из первых работ художника датируется 1816 годом).

## Галерея

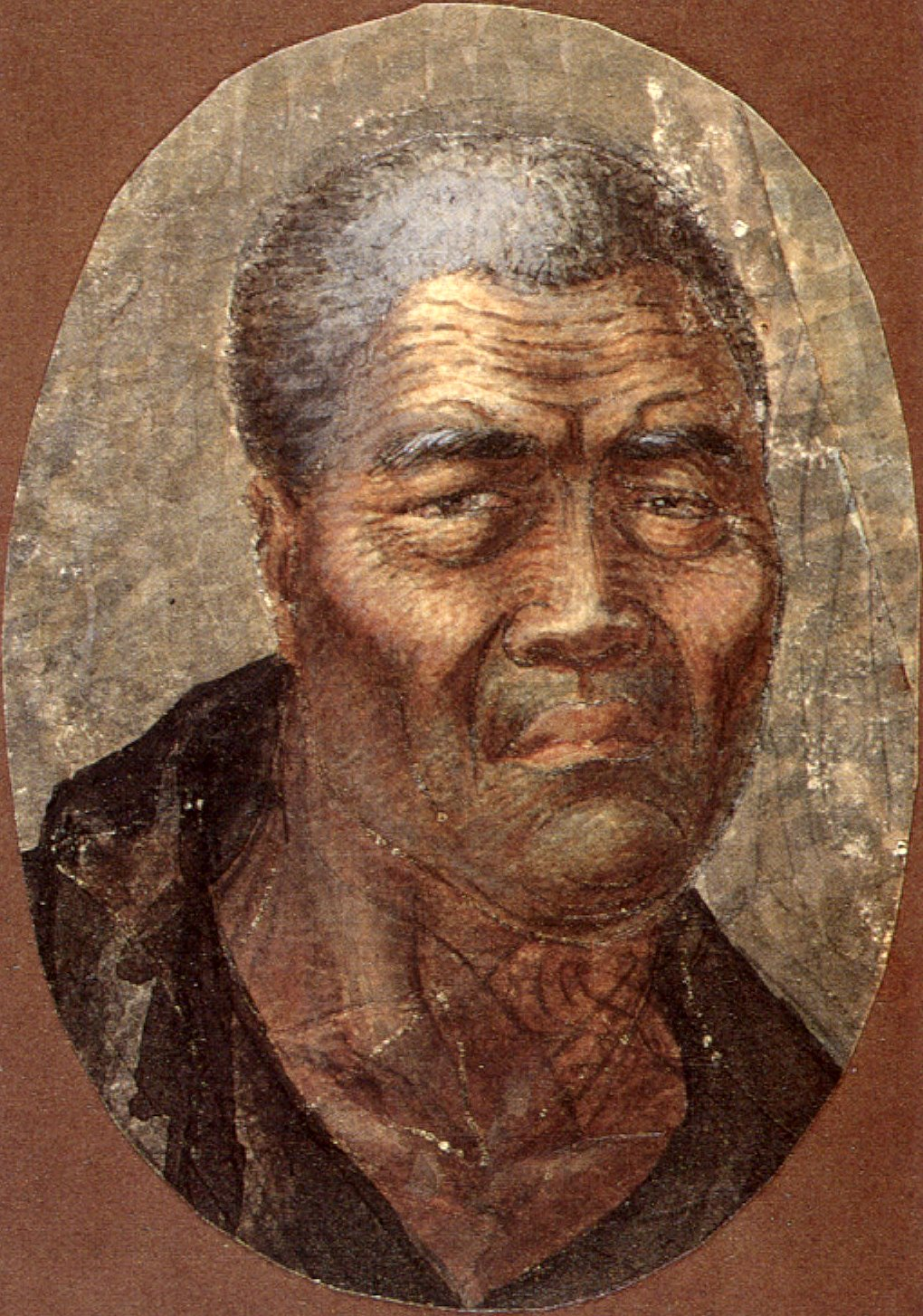
Камеамеа I, король Сандвичевых островов, перо, акварель Л. Хориса, 1816, Музей искусств Гонолулу
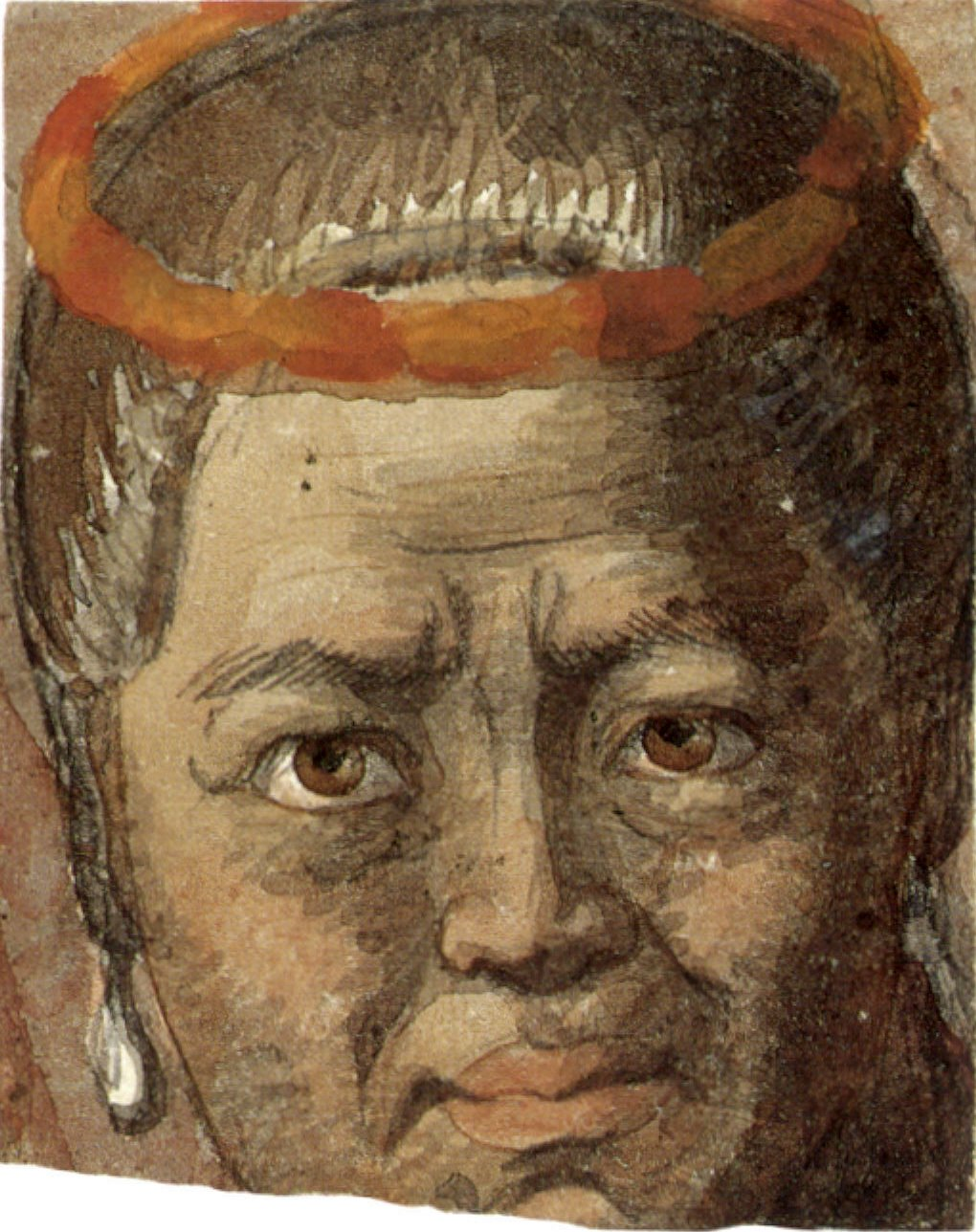
Каауману, регент Гавайского королевства, жена короля Камеамеа I, перо, размытая тушь, акварель Л. Хориса, 1816, Музей искусств  Гонолулу
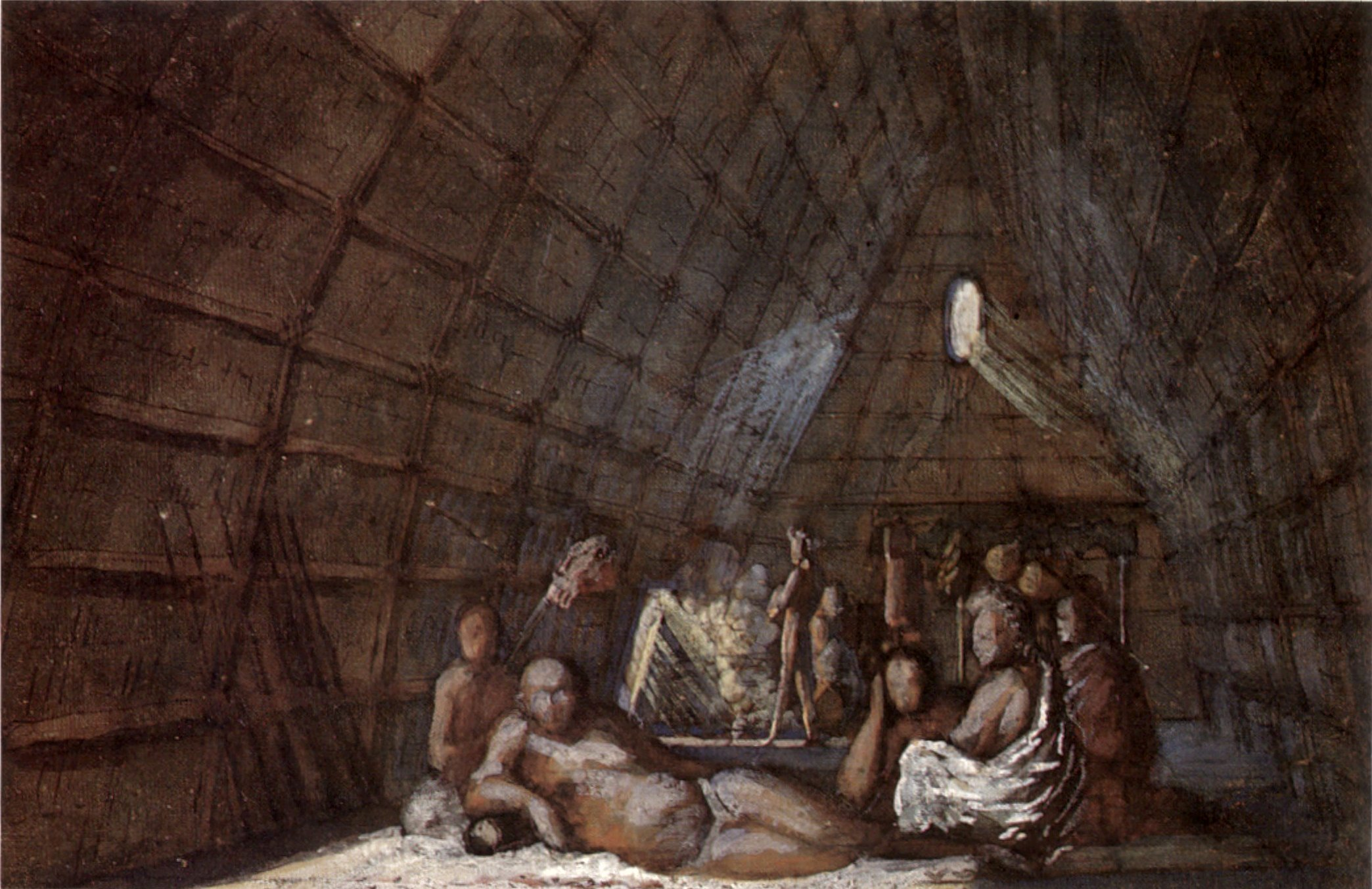
Интерьер дома главы Сандвичевых островов, перо, акварель, гуашь Л. Хориса, 1816,  Музей искусств Гонолулу
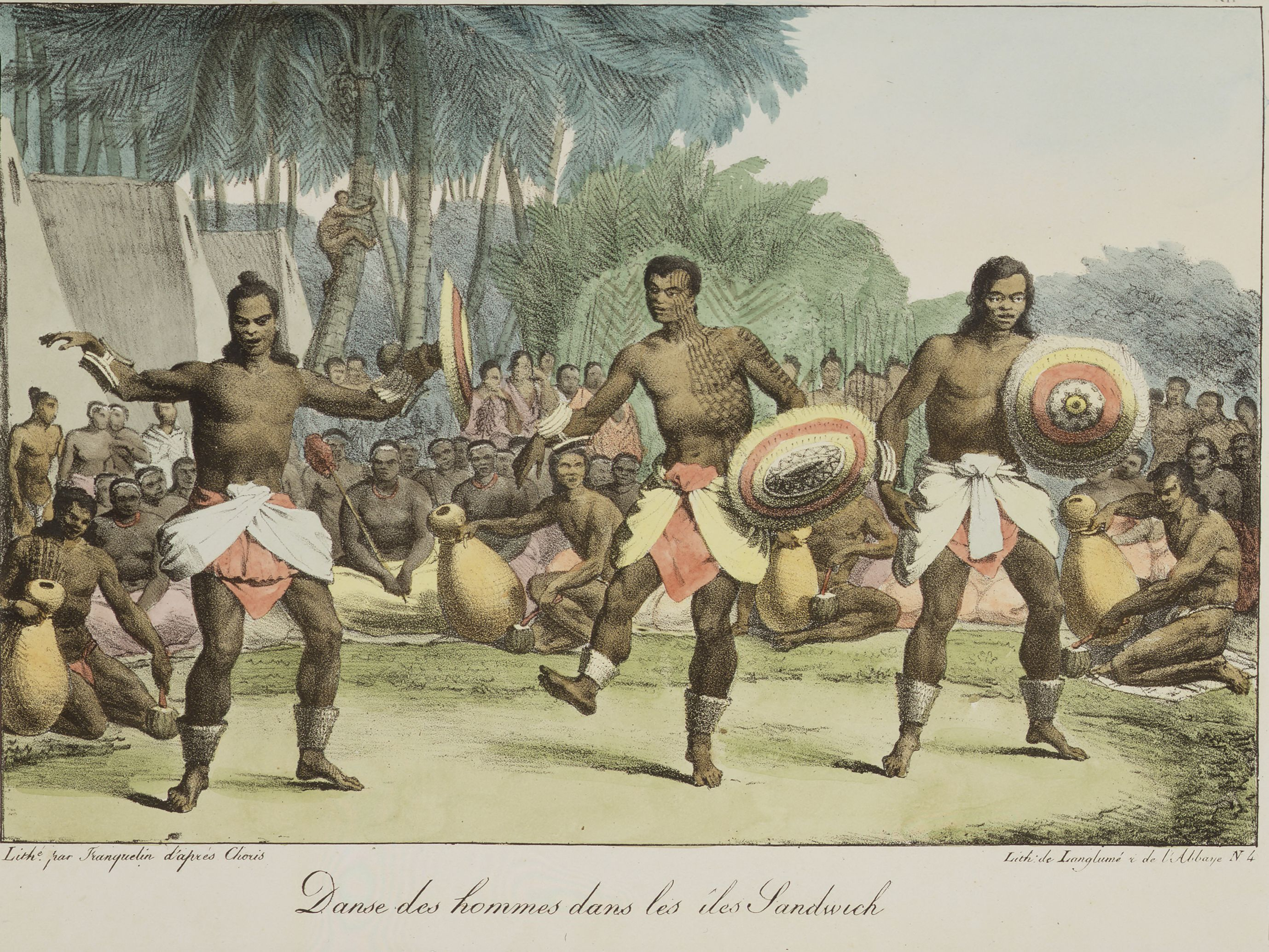
Мужской танец на Сандвичевых островах, автор Л. Хорис, 1816, публикация 1822, Национальная библиотека Новой Зеландии
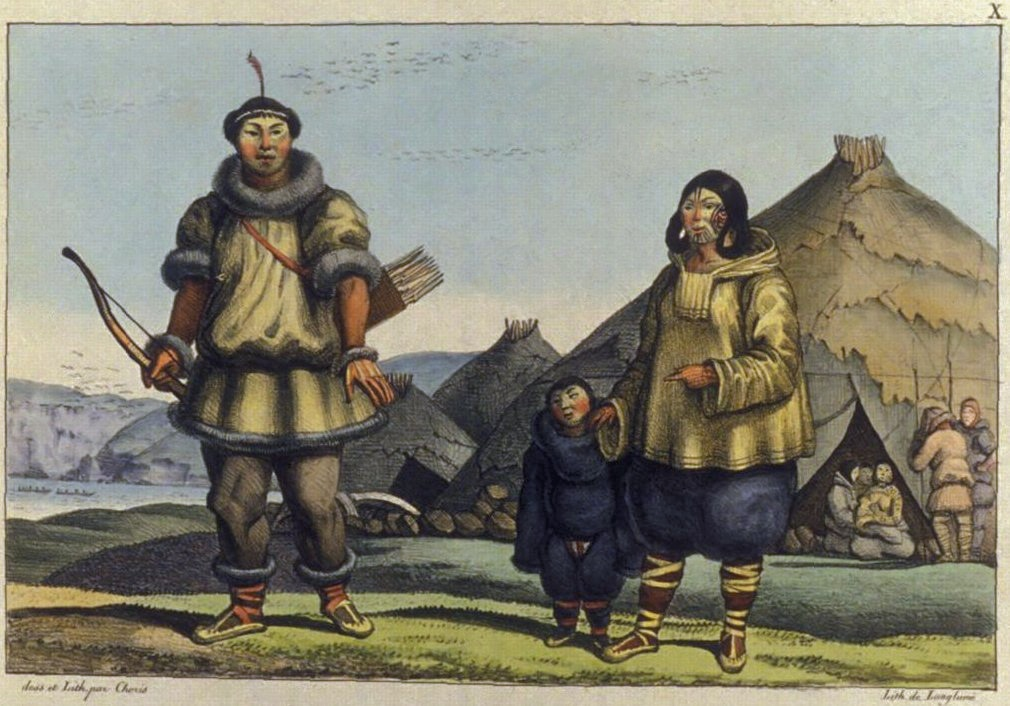
Л. Хорис, миниатюра Чукчи
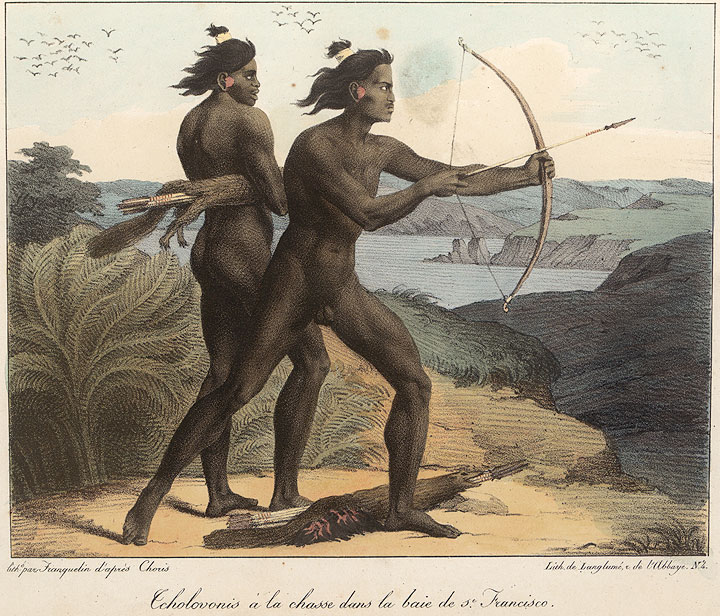
Л. Хорис, миниатюра Индейцы в Бухте Сан-Франциско
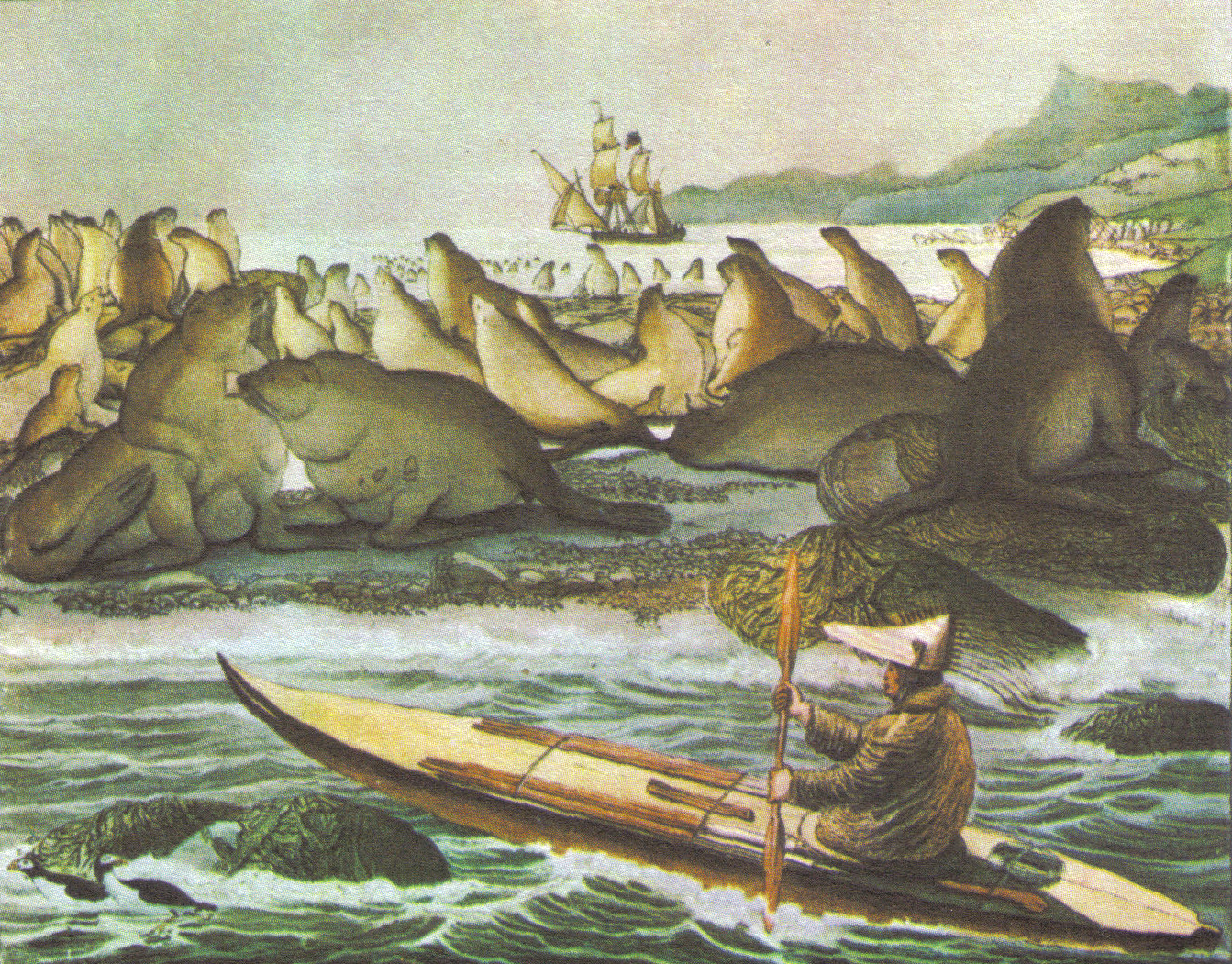
Бриг «Рюрик» бросил якорь вблизи острова святого Павла в Беринговом море , чтобы пополнить запасы для экспедиции на север в Чукотское море.
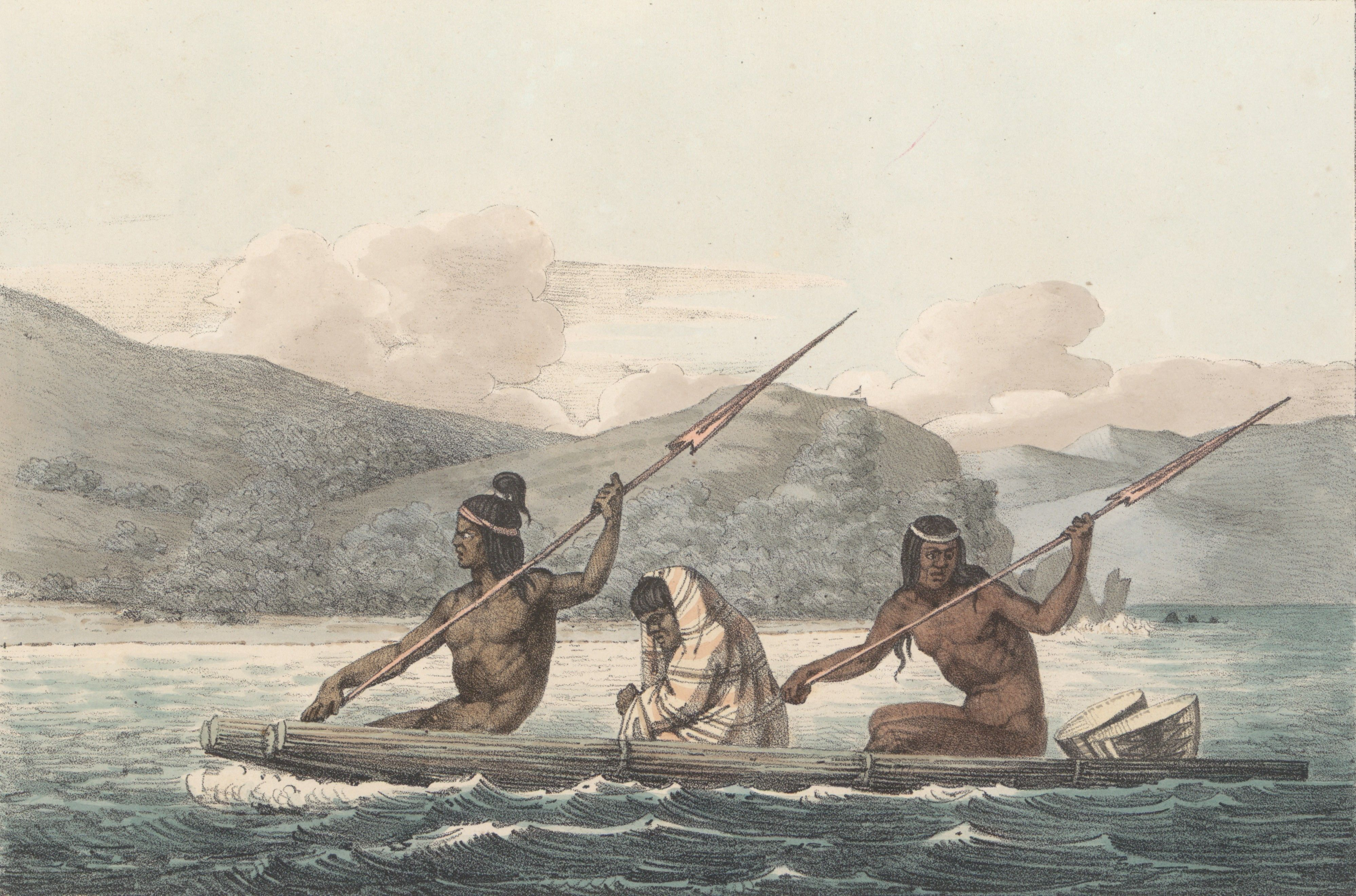
Оллонские индейцы на лодке в заливе Сан-Франциско
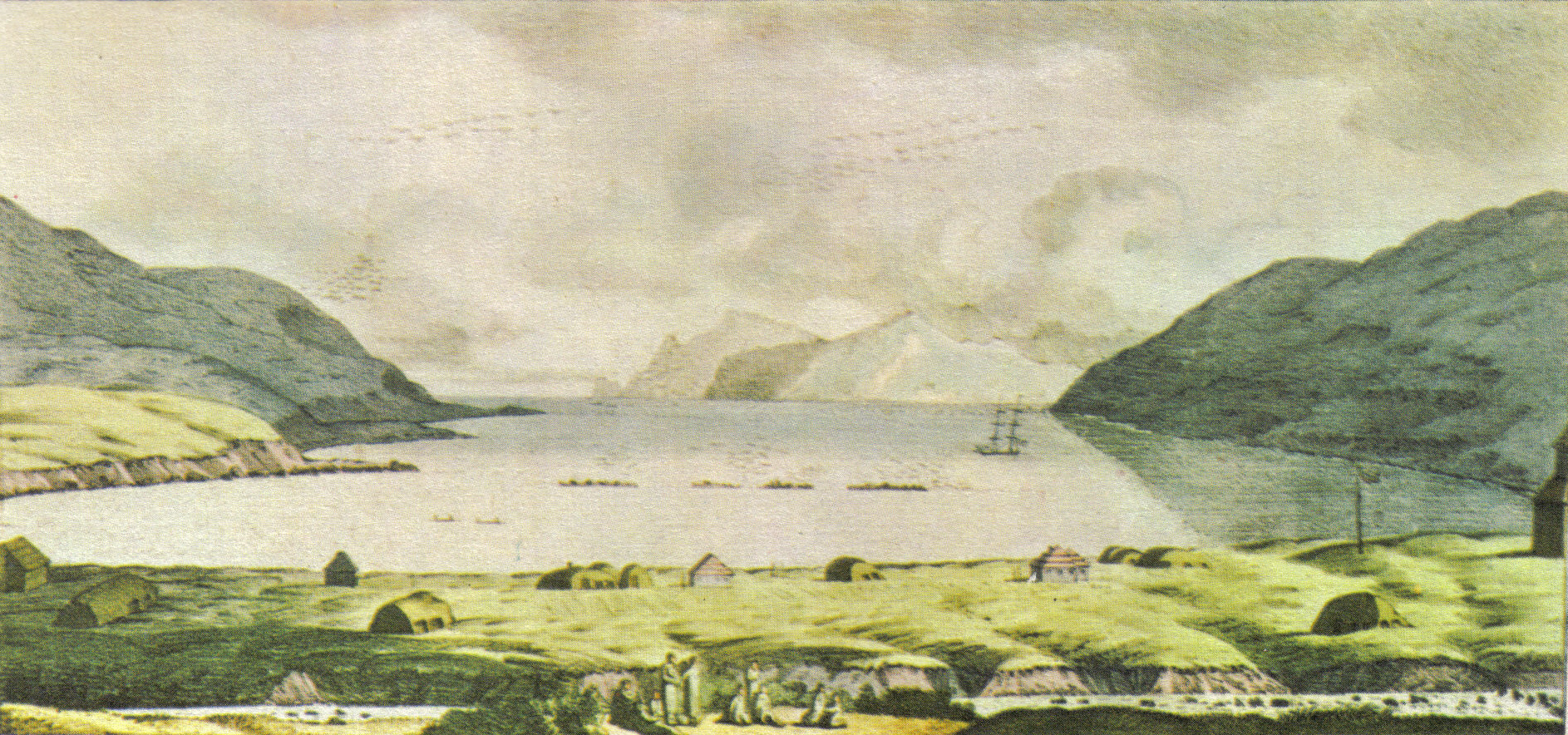
Порт Уналашки (лето 1816 г.)